# کرگ‌آباد
کرگ‌آباد ، روستایی از توابع بخش مرکزی  شهرستان دهگلان در استان کردستان ایران است.

## جمعیت
این روستا در دهستان قوری چای قرار دارد و براساس سرشماری مرکز آمار ایران در سال ۱۳۸۵، جمعیت آن ۴۱۲ نفر (۸۹خانوار) بوده‌است.